# کاغذ بی‌خط
کاغذ بی‌خط نام فیلمی به کارگردانی و نویسندگی ناصر تقوایی و تهیه‌کنندگی حسن توکل‌نیا محصول سال ۱۳۸۰ ایران است. شاهد احمدلو فیلم مستندی به نامِ پس از سکوت دربارهٔ این فیلم ساخته‌است.

## داستان فیلم
داستان این فیلم از یک صبح پاییزی در ساعت ۷ شروع می‌شود. جهانگیر (خسرو شکیبایی)، رؤیا (هدیه تهرانی) و ۲ فرزندشان شنگول (آرین مطلبی) و منگول (هانیه مرادی)، اعضای خانواده‌ای چهارنفره هستند که زندگی‌ای معمولی را سپری می‌کنند، اما در این بین، رؤیا موقعیتی متمایز دارد، از این حیث که دائم در حال خیالبافی و داستان‌سرایی است. جهانگیر با مشاهده علاقه زیاد همسرش به داستان‌پردازی، به او پیشنهاد می‌دهد که به آموزشگاه داستان‌نویسی برود و به شکل آکادمیک این جریان را دنبال کند.
رؤیا در کلاس فیلمنامه‌نویسی مدرسه باغ فردوس ثبت نام می‌کند و استادش (جمشید مشایخی) به او توصیه می‌کند که برای نوشتن، از نکات رایج زندگی واقعی خودش بهره ببرد. رؤیا هم چنین می‌کند، ولی چنان درگیر این فرایند می‌شود که اعتراض جهانگیر را برمی‌انگیزد. تشنج‌های جاری امکان نوشتن در منزل را از رؤیا می‌گیرد و برای همین راهی خانه مادرش (جمیله شیخی) می‌شود تا نوشتن فیلمنامه را به اتمام برساند.
پس از به انجام رساندن آن به خانه بازمی‌گردد، در حالی که وضعیت آن به‌شدت درهم‌ریخته و آشفته‌است. زمانی که رؤیا مشغول نظافت منزل است، جهانگیر هم فیلمنامه او را مطالعه می‌کند و می‌بیند که متن آن شامل آن اتفاقات زندگی مشترک‌شان است که در فیلم روایت شده بود. خواندن این متن از شام تا بامداد طول می‌کشد. صبح رؤیا صبحانه را آماده می‌کند و به اتفاق می‌خورند، در حالی که ساعت باز ۷ صبح است و روز دیگری آغاز شده‌است.

## بازیگران
- خسرو شکیبایی
- هدیه تهرانی
- جمشید مشایخی
- جمیله شیخی
- نیکو خردمند
- آرین مطلبی
- هانیه مرادی
- اکبر معززی
- آفرین عبیسی

## دست‌آورد

### بیستمین دوره جشنواره فیلم فجر
| قسمت                      | شخص          | نتیجه    |
| ------------------------- | ------------ | -------- |
| بهترین فیلم               | ناصر تقوایی  | نامزدشده |
| بهترین کارگردانی          | ناصر تقوایی  | نامزدشده |
| بهترین بازیگر نقش اول مرد | خسرو شکیبایی | نامزدشده |
| بهترین بازیگر نقش اول زن  | هدیه تهرانی  | نامزدشده |

### ششمین دوره جشن حافظ
| قسمت                     | شخص                      | نتیجه    |
| ------------------------ | ------------------------ | -------- |
| بهترین فیلم              | حسن توکل‌نیا              | نامزدشده |
| بهترین کارگردانی سینمایی | ناصر تقوایی              | برنده    |
| بهترین بازیگر مرد سینما  | خسرو شکیبایی             | برنده    |
| بهترین بازیگر زن سینما   | هدیه تهرانی              | برنده    |
| بهترین فیلمنامه سینمایی  | ناصر تقوایی و مینو فرشچی | نامزدشده |
| بهترین فیلمبرداری        | فرهاد صبا                | برنده    |
| بهترین تدوین             | عباس گنجوی               | نامزدشده |
| بهترین طراحی صحنه و لباس | فاضل ژیان                | نامزدشده |